# Caloptilia iselaea
Caloptilia iselaea là một loài bướm đêm thuộc họ Gracillariidae. Nó được tìm thấy ở Brunei, the Cook Islands, Fiji, Ấn Độ, Indonesia (Java và Sulawesi), Malaysia (Pahang và Selangor), Sri Lanka và Thái Lan.
Ấu trùng ăn Spondias cytherea, Spondias mangifera và Spondias pinnata. Chúng ăn lá nơi chúng làm tổ.